# Heinrich Froitzheim (Maler, 1866)
Heinrich Froitzheim (* 21. Dezember 1866 in Köln; † 29. Februar 1904 in München) war ein deutscher Figuren- und Historienmaler der Düsseldorfer und Münchner Schule.

## Leben

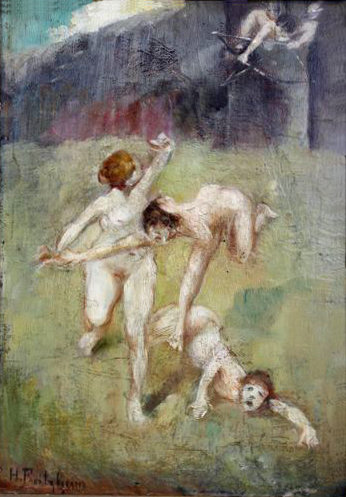
Amor schießt seinen Pfeil auf drei Nymphen

Froitzheim begann 1888 als angehender Bildhauer ein Studium an der Kunstakademie Düsseldorf, in dem er spätestens 1889 zur Malerei überging. An der Düsseldorfer Akademie, die er bis ins Schuljahr 1892/1893 besuchte, waren Hugo Crola und Peter Janssen der Ältere seine Lehrer. Im April 1894 schrieb er sich an der Königlichen Akademie der Bildenden Künste in München für das Fach Malerei ein. An der Münchner Akademie war er ein Schüler von Carl von Marr. Nach dem Studium ließ er sich in München nieder. Am 24. Oktober 1901 heiratete er dort Katharina (1877–1944), die Tochter des Baukunst-Professors an der Technischen Hochschule München, Heinrich von Schmidt. 1902 und 1903 stellte Froitzheim seine Bilder in der Ausstellung Kölner Künstler in Köln aus. Bereits im Alter von 37 Jahren verstarb er 1904 in München. Seine Witwe heiratete 1906 den Kölner Architekten Ludwig Paffendorf.